# サルダニョーラ・ダル・バリェス
サルダニョーラ・ダル・バリェス（カタルーニャ語: Cerdanyola del Vallès, カタルーニャ語発音: [səɾðəˈɲɔlə ðəl βəˈʎɛs]）は、スペイン・カタルーニャ州バルセロナ県のムニシピ（基礎自治体）。バリェス・ウクシダンタル郡にあり、バルセロナ都市圏に含まれる。2018年の人口は57,740人。

## 地理

### 地勢
バルセロナとの間にはカタルーニャ海岸山脈に含まれるコイサローラ山地が横たわっており、標高約300mから約500mの山地がバルセロナ市街地とサルダニョーラ・ダル・バリェスを隔てている。

### 人口
| サルダニョーラ・ダル・バリェスの人口推移 1900－2018     |
|                                                         |
| 出典:INE（スペイン国立統計局）1900年 - 1991年、1996年 - |

## 政治

### 首長
| 任期      | 首長名                                                        | 政党                                                                         |
| --------- | ------------------------------------------------------------- | ---------------------------------------------------------------------------- |
| 1979–1983 | Celestino Sánchez González                                    | カタルーニャ社会主義者党(PSC-PSOE)                                           |
| 1983–1987 | Celestino Sánchez González                                    | カタルーニャ社会主義者党(PSC-PSOE)                                           |
| 1987–1991 | Celestino Sánchez González                                    | カタルーニャ社会主義者党(PSC-PSOE)                                           |
| 1991–1995 | Celestino Sánchez González                                    | カタルーニャ社会主義者党(PSC-PSOE)                                           |
| 1995–1999 | Cristina Real Masdeu                                          | カタルーニャ社会主義者党(PSC-PSOE)                                           |
| 1999–2003 | Cristina Real Masdeu                                          | カタルーニャ社会主義者党(PSC-PSOE)                                           |
| 2003–2007 | Antonio Morral Berenguer                                      | カタルーニャ緑のためのイニシアティブ(ICV)                                    |
| 2007–2011 | Antonio Morral Berenguer(07-09) Carmen Carmona Pascual(09-11) | カタルーニャ緑のためのイニシアティブ(ICV) カタルーニャ社会主義者党(PSC-PSOE) |
| 2011–2015 | Carmen Carmona Pascual                                        | カタルーニャ社会主義者党(PSC-PSOE)                                           |
| 2015–2019 | Carles Escolà Sánchez                                         | 人民統一候補 (CUP)                                                           |
| 2019–2023 | Carlos Cordón Núñez                                           | カタルーニャ社会主義者党(PSC-PSOE)                                           |
| 2023–     | n/d                                                           | n/d                                                                          |

## 経済

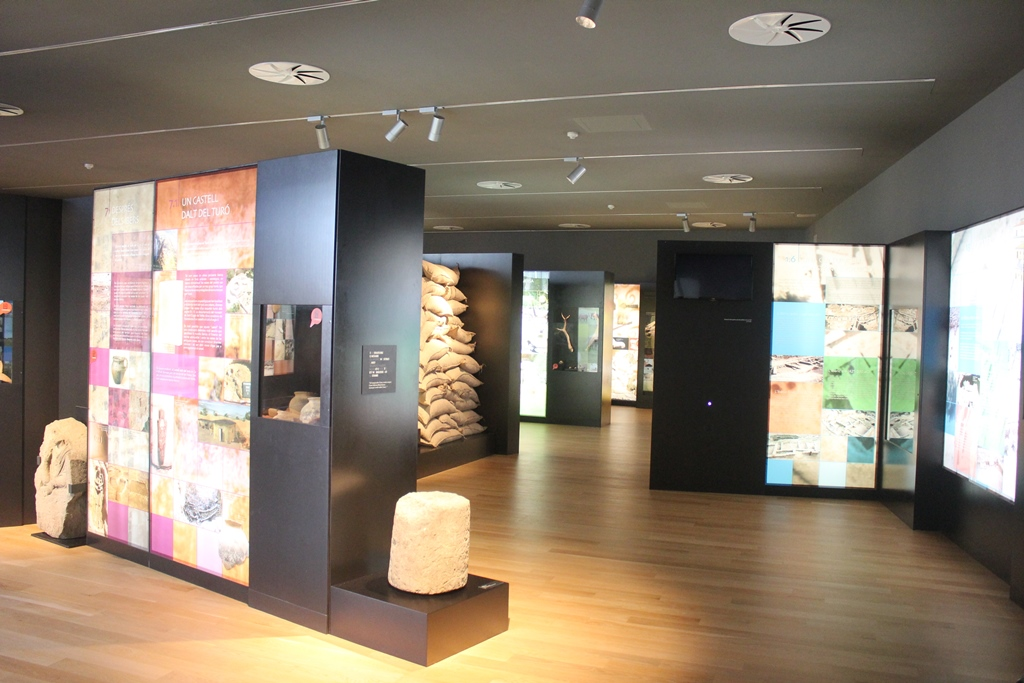
カ・ヌリベル・イベリア人美術館

2002年には約30,000社の企業が集積するアンビットB30の核として、408ヘクタールのバルセロナ・シンクロトロン工業団地が完成した。この工業団地には、放射光施設であるALBAなどがあり、バルセロナ自治大学の研究施設などもある。この工業団地はカタルーニャ科学技術工業団地ネットワーク(XPCAT)の一部である。
古代のイベリア半島に居住していたイベリア人に関する遺跡として、サルダニョーラ・ダル・バリェスにはカ・ヌリベル遺跡があり、この遺跡は2017年2月21日に重要文化財(BIC)に指定された。2010年にはサルダニョーラ・ダル・バリェスにカ・ヌリベル・イベリア人美術館が開館した。

## 社会

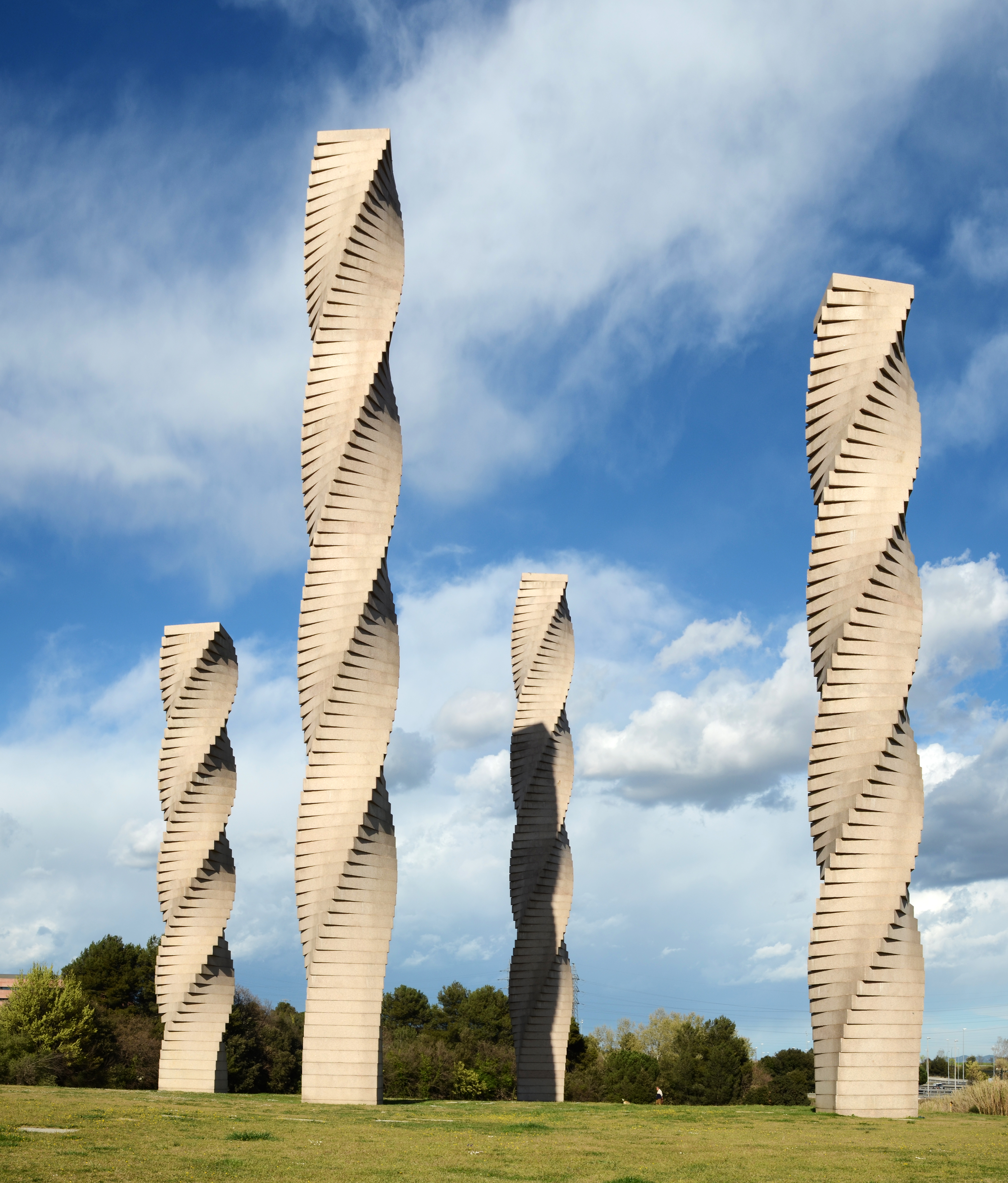
バルセロナ自治大学

### 教育
1968年にはバルセロナ第2の公立大学としてバルセロナ自治大学が開学したが、1969年以後にはバルセロナ自治大学のメインキャンパスがサルダニョーラ・ダル・バリェスに建設された。現在のバルセロナ自治大学の学部の大部分はサルダニョーラ・キャンパスにある。鉄道路線のセルカニアス バルセロナやカタルーニャ公営鉄道(FGC)にはバルセロナ自治大学駅があり、大学はバルセロナ市街地と鉄道で直結している。

### 交通
道路ではA-7号線・C-58号線・N-150号線がサルダニョーラ・ダル・バリェスを通っている。
鉄道では2事業者がサルダニョーラ・ダル・バリェスを通る路線を有している。レンフェのセルカニアス バルセロナには、サルダニョーラ・ダル・バリェス駅とバルセロナ自治大学駅がある。カタルーニャ公営鉄道(FGC)には、ベリャテラ駅とバルセロナ自治大学駅がある。

## 出身者
- ジュゼップ・ダ・トゴラス・イ・リャッチ（カタルーニャ語版）(1893-1970) - 画家。
- ジャウマ・ミモー・イ・リュベット（カタルーニャ語版）(1893-1964) - 歴史学者。